# متئو گواردالبن
متئو گواردالبن (انگلیسی: Matteo Guardalben؛ زادهٔ ۵ ژوئن ۱۹۷۴) بازیکن فوتبال اهل ایتالیا است.
از باشگاه‌هایی که در آن بازی کرده‌است می‌توان به باشگاه فوتبال هلاس ورونا، باشگاه فوتبال مودنا، باشگاه فوتبال آسکولی، باشگاه فوتبال پارما، باشگاه فوتبال پیاچنزا، باشگاه فوتبال سمپدوریا، باشگاه فوتبال ویچنزا، و باشگاه فوتبال پالرمو اشاره کرد.
وی همچنین در تیم ملی فوتبال ایتالیا بازی کرده‌است.